# Bitbeam
BitBeam je modulární americko-česká stavebnice,kombinující 3D tisk s kompatibilitou LEGO Technic systému. Tato open-source platforma, vyvinutá jako miniaturizovaná verze americké Grid Beam stavebnice, slouží pro vzdělávání, prototypování a stavbu robotických systémů

## Historie a vývoj
BitBeam vznikl v roce 2011 jako projekt Jasona Hugginse, autora nástroje Selenium, který adaptoval principy Grid Beam stavebnice pro kompatibilitu s LEGO Technic. Počáteční verze obsahovala základní dílky s roztečí otvorů 8 mm a průměrem 4,8 mm, spojované šrouby M4. Významný rozvoj přišel po roce 2015, kdy Tomáš Feltl rozšířil systém o krabičky pro elektroniku a vytvořil variantu m-BITBEAM zaměřenou na robotiku. Od roku 2018 vede vývoj Ondřej Tůma, který vytvořil parametrickou OpenSCAD knihovnu pro generování dílků.

## Technické parametry
Základní modul má rozměry 8×8×8 mm s otvory 4,8 mm, kompatibilními s LEGO Technic. Materiálově dominuje PLA, ABS a PET pro nosné díly a PET pro kolíčky. Spojovací systémy využívají šrouby M4 nebo tištěné kolíky.

## Varianty
V současné době jsou známé tři varianty této stavebnice stavící na stejném základu.
- BitBeam od Jasona Hugginse[5] v jehož práci pokračuje Ondřej Tůma
- m-BITBEAM od Tomáše Felta, který je zaměřen na uchycení měřící techniky[6]
- BitBeam4 od Radima Děrdy, který má otvory jen 4.2mm a k uchycení používá výhradně šrouby M4[7]

## Komponenty a rozšíření
Současná originální verze obsahuje přes 500 dílků včetně:
- Mechanických prvků: 12 typů kol s adaptéry pro motory, lineární vedení, pásové převody
- Elektronických držáků: Podpora Arduina, Raspberry Pi, senzorů pro teplotu, světlo a pohyb
- Speciálních modulů: Kolejiště v měřítku 1:45

## Vzdělávací aplikace
Pro vzdělávací účely byla vyvinuta v rámci m-BITBEAMu EDU sada obsahující:
- Arduino UNO s breadboardem
- Senzorický modul s 10 typy čidel
- Návody pro stavbu 7 robotických modelů od jednoduchého vozítka po robotickou ruku
- Výukové materiály využívají systém LDraw pro tvorbu vizualizací stavebních kroků, dostupné ve formátech PDF a LeoCAD[8].

## Licencování a dostupnost
Projekt je chráněn licencí CC BY-NC-SA 4.0, umožňující nekomerční šíření a modifikace. Všechny modely jsou dostupné ve formátech:
- STL pro 3D tisk
- DAT pro LDraw systém
- OpenSCAD pro parametrické úpravy[^10] [^18]

## Výzkum a perspektivy
Článek v časopise Robo Věda (ISSN 3029-8113) analyzuje využití BitBeam ve školní robotice, zmiňuje možnost integrace s programovacími jazyky Scratch a Python. Bakalářská práce Hany Čáslavkové uvádí 89% úspěšnost žáků při sestavení funkčního robota během 6 vyučovacích hodin.